# Passiflora sanguinolenta
Passiflora sanguinolenta är en passionsblomsväxtart som beskrevs av Maxwell Tylden Masters och Linden. Passiflora sanguinolenta ingår i släktet passionsblommor, och familjen passionsblomsväxter. Inga underarter finns listade i Catalogue of Life.

## Bildgalleri

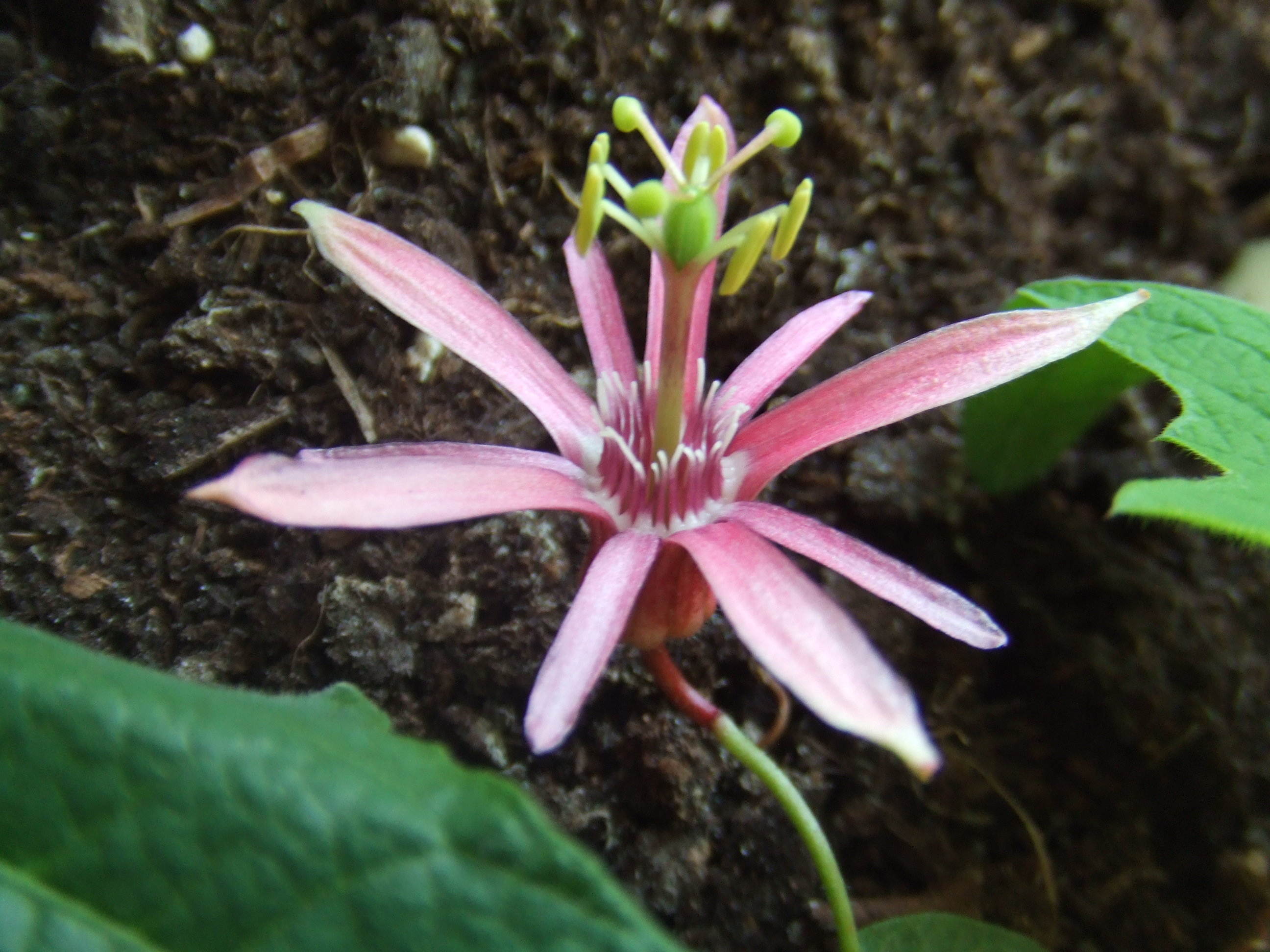
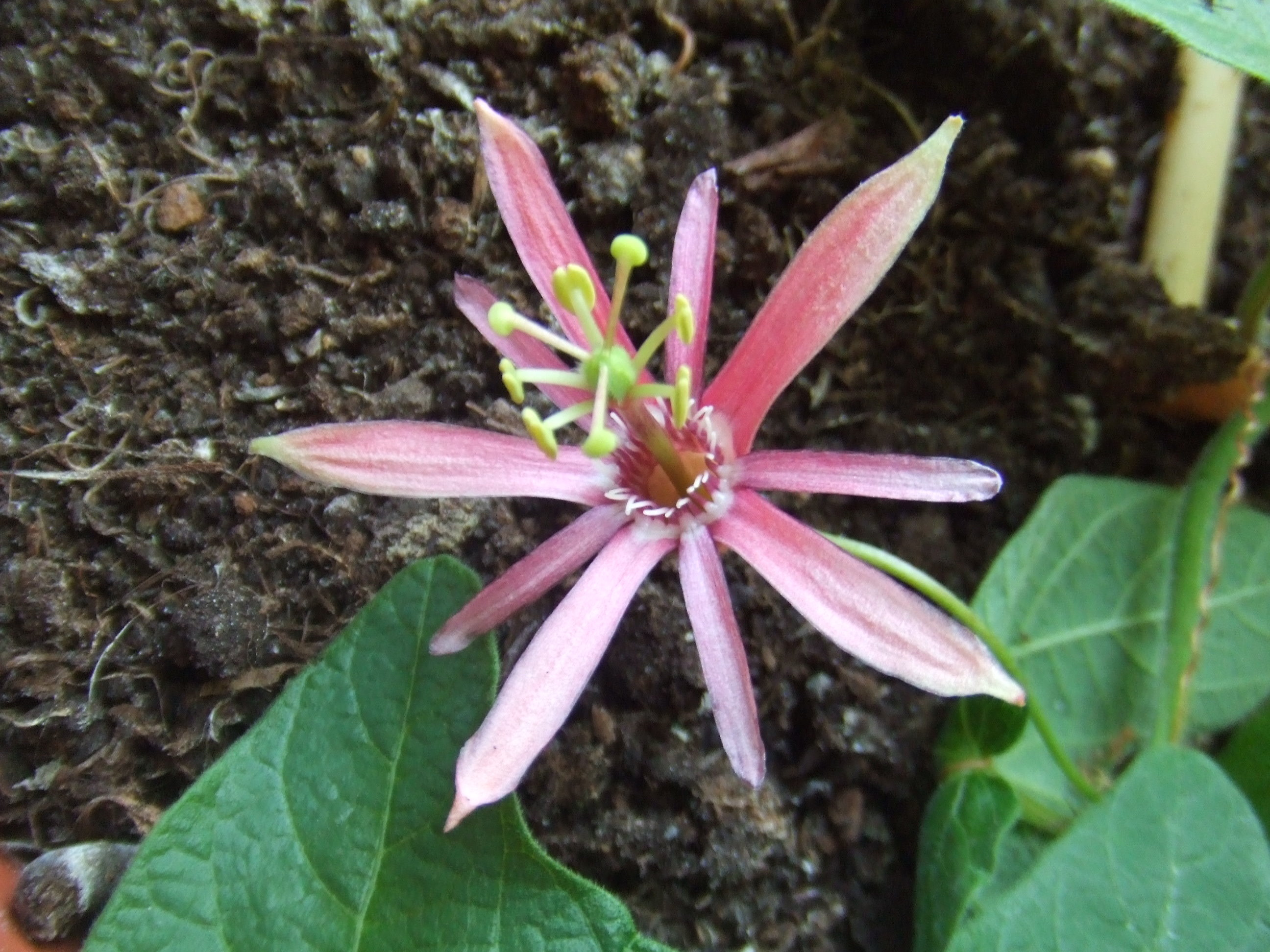
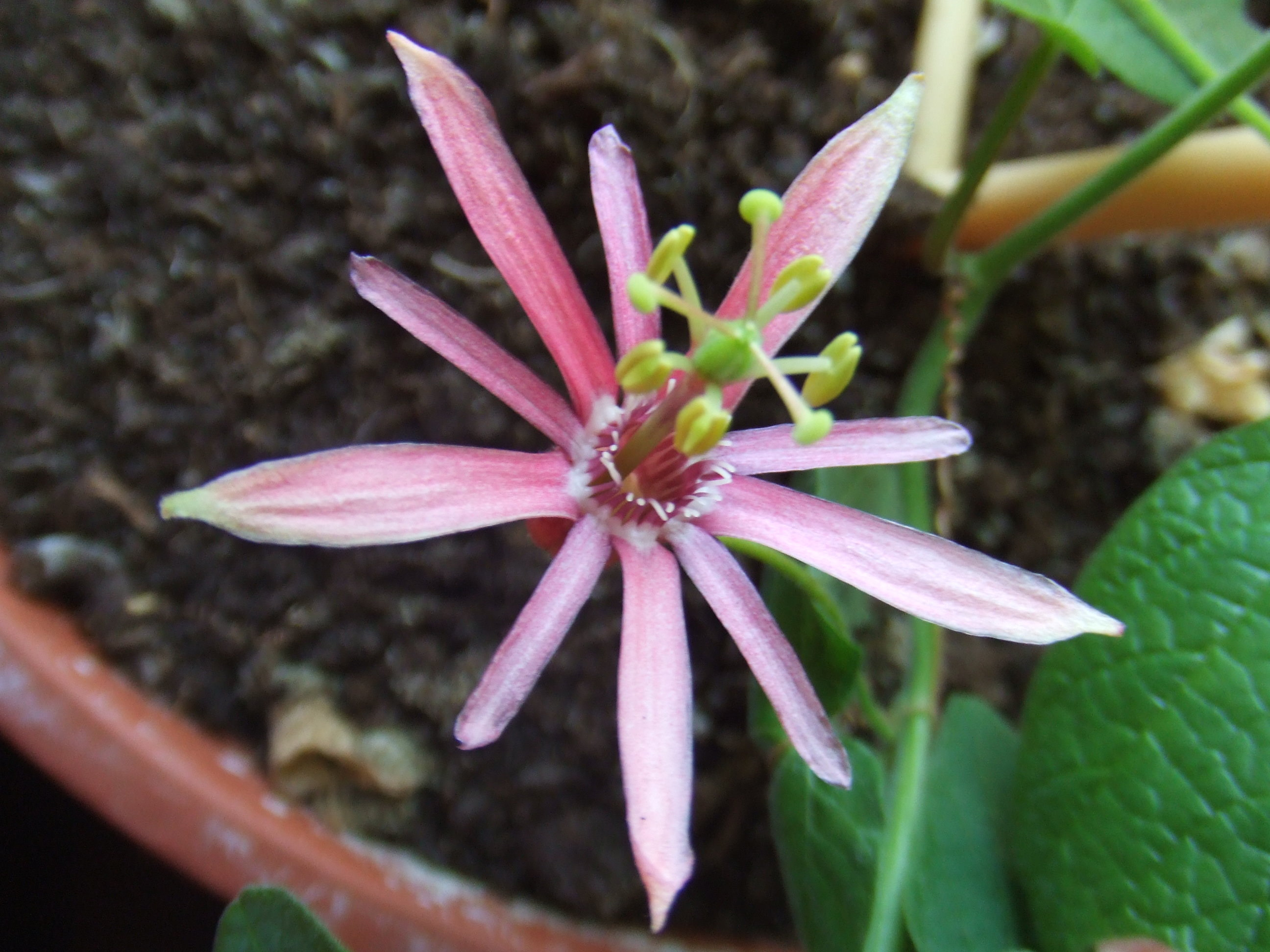
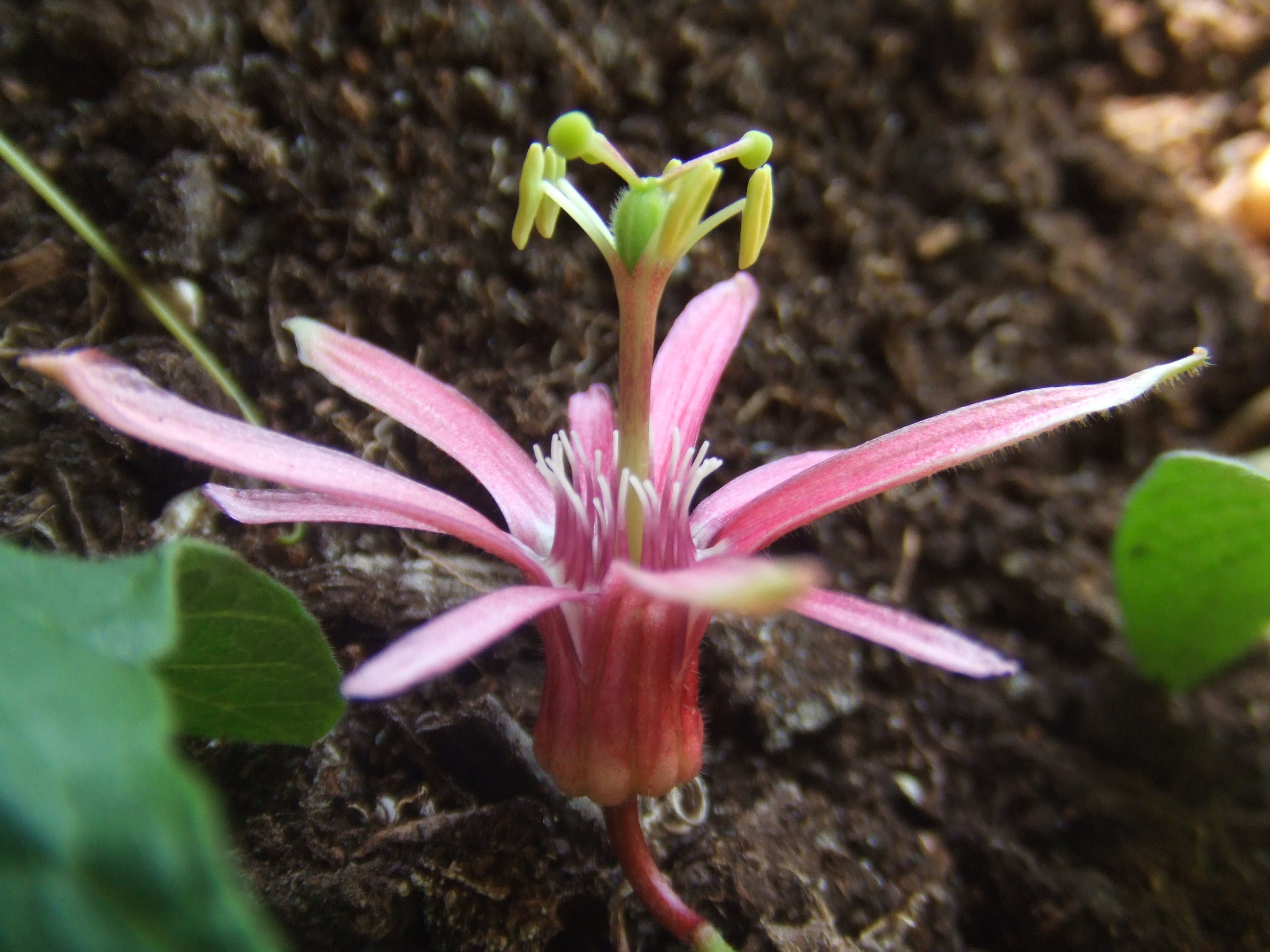
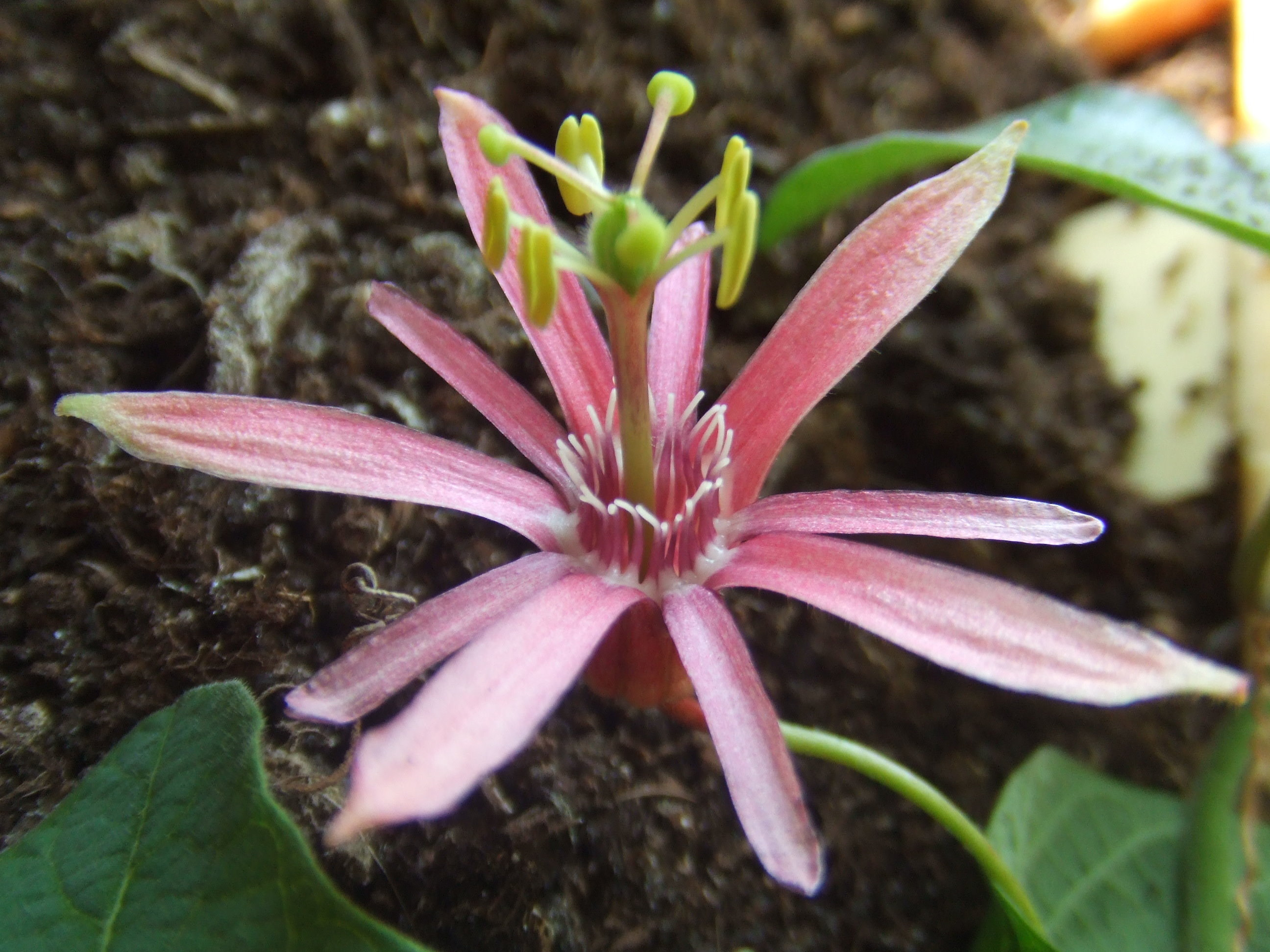
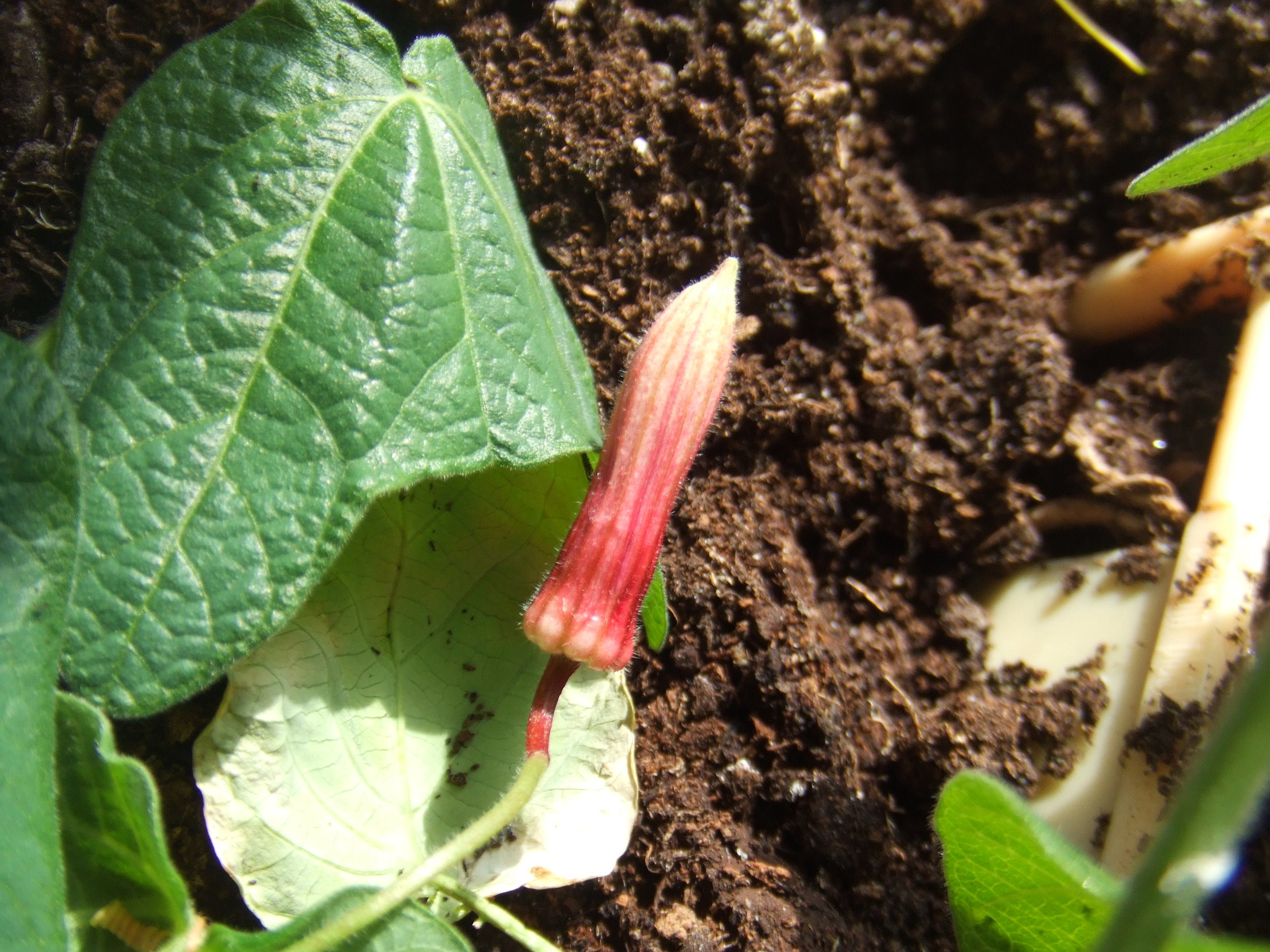